# 宮道治朗
宮道 治朗（みやみち じろう、1968年10月4日 - ）は、日本のテレビプロデューサー。フジテレビジョン事業局長兼フジアール取締役。

## 来歴・人物
兵庫県神戸市垂水区生まれ。岡山白陵高等学校、早稲田大学商学部卒業。1991年、音楽番組の制作を志しフジテレビに入社するもバラエティ班に配属となり、ものまね王座決定戦・なるほど!ザ・ワールドのADからスタートした。
大前一彦→吉田正樹班で番組ディレクター・プロデューサーを務め、自身がチーフプロデューサーとして手がけたトリビアの泉等がヒット番組となった。2010年にはお台場合衆国の統括プロデューサーを務めた。
その後、編成部に異動し編成部企画担当部長を経て、2012年6月28日付でバラエティー制作センター室長兼部長、2013年6月27日付でバラエティー制作部長、2014年6月27日付でコンテンツ事業局コンテンツ事業部長にそれぞれ就任した。
2015年6月25日付で編成制作局編成部長に異動。2016年6月28日付で編成局次長兼務。
2017年7月1日付で総合事業局コンテンツ事業センタープロデュース事業室長兼VR事業部長。
2021年7月1日付でアナウンス室長に異動。
2024年6月26日付で事業局長に異動し現職、子会社である美術事業会社・フジアール取締役に就任することが発表された。

## エピソード
- 妻はフジテレビの中村百合子（現：編成制作局局次長職兼編成センター室長兼編成部長、元：情報制作局情報企画部チーフプロデューサー→編成制作局編成部企画担当部長→編成局制作センター第二制作室ゼネラルプロデューサー）。
- 2004年に「理容チョキちゃん大賞」受賞。

## 過去の担当番組
- ものまね王座決定戦（AD）
- なるほど!ザ・ワールド（AD）

ディレクター
- まけたらアカン!
- スターどっきり大作戦
- ハッピーバースデー!
- ネプフジ
- 空飛ぶ!ネプTビビ
- 力の限りゴーゴゴー!!
- 平成日本のよふけ(香取慎吾版)

プロデューサー
- トーキョープラズマボーイズ（プロデューサーデビュー作、2002年4月 - 8月、New Generation）
- NEPTUNEPRESENTS 日本列島元気満点! 力あわせてゴーゴゴー!!

チーフプロデューサー
- ネプリーグ (深夜時代)
- トリビアの泉 〜素晴らしきムダ知識〜
- 登龍門F
- くるくるドカン〜新しい波を探して〜
- 細木数子の人生ダメだし道場
- ザ・ジャッジ! 〜得する法律ファイル
  - ザ・ジャッジEX
- カワズ君の検索生活
- フェイク・オフ〜完全なる相関図〜
- 環境野郎Dチーム
- FNSの日
  - 27時間テレビ（2002年・2003年、総合演出）
- 新春かくし芸大会（第39回2002年・第40回2003年は総合演出、第42回2005年は総合監修）
- 幸せって何だっけ 〜カズカズの宝話〜
- ショーパン（月曜担当）
- アナ☆ログ
- 理由ある太郎
- 検定ジャポン
- カトパン（月曜担当）
- 人生もっと満喫アワー トキめけ!ウィークワンダー
- 偉大なる未来図鑑
- フジテレビ開局50周年記念 ボクらの心に流れる歌
- ミスキャンナイトフジ (仮)
- キャンパスナイトフジ
- エチカの鏡〜ココロにキクTV〜
- ヤマサキパン
- JAPANロッケフェスティバル
- ネプリーグ
- ホンマでっか!?TV
- さんま&くりぃむの芸能界(秘)個人情報グランプリ
- ハモネプ
- さんまの笑顔映像グランプリ
- 芸能界特技王決定戦 TEPPEN 他

協力プロデューサー
- お笑い登龍門
- FNS5000番組10万人総出演 がんばった大賞
- 初詣!爆笑ヒットパレード

監修
- Dのゲキジョー
- 独占!金曜日の告白
- 芸能界の告白

制作
- ホメられてノビるくんA
- 森田一義アワー 笑っていいとも!
- 笑っていいとも!増刊号
- THE MANZAI（2012・2013年）
- アイドリング!!!
番組開始当初は神原孝（現FCC制作室企画開発部長、アイドリング!!!制作・総合プロデューサー）と共にチーフプロデューサーを務めていた。コンテンツ事業部長就任後の2014年7月より制作としてクレジットされている。
- アイドリング!!!プレゼンツ 夏ング!!!

制作統括
- 初詣!爆笑ヒットパレード（2013年）

## 関連人物
- タモリ
- 明石家さんま
- みのもんた
- 鹿内宏明（宮道入社時のフジテレビ会長）
- 中村百合子（宮道の妻）